# Río Quiapo
El río Quiapo es un río de corto caudal y longitud que nace entre las ciudades de Arauco y Lebu en la provincia de Arauco y fluye hasta desembocar en el océano Pacífico.

## Trayecto
Su cabecera se forman en la unión de dos corrientes en las alturas de Quiapo. Estas corrientes nacen en las cumbres boscosas del norte y el este a unos kilómetros al sur de Arauco. Desemboca en el norte de Bahía del Carnero de Lebu. Por su derecha recibe los afluentes estero Locobe, estero Pelahuenco, estero Anguillas, estero Las Rosas y el estero Huillinco.
Su cuenca abarca 124 km² y su longitud es de 24,9 km.: 46 

## Caudal y régimen
Esta cuenca presenta un régimen pluvial. : 87 
No existe en la cuenca una estación fluviométrica.: 74  Pero se han hecho estimaciones del caudal máximo en períodos de 2, 10 y 50 años a partir de datos obtenidos en cuencas cercanas:
| 2 años    | 10 años   | 50 años    |
| 49,3 m³/s | 86,5 m³/s | 119,4 m³/s |

Estas estimaciones, repetimos, no son el caudal promedio sino el máximo esperable en un lapso de varios años.

## Historia
Francisco Solano Asta-Buruaga y Cienfuegos  escribió en 1899 en su Diccionario Geográfico de la República de Chile sobre el río:
Quiapo (Río de).-—Corriente de agua de corto curso y caudal que se encuentra en el departamento de Arauco próxima á su costa. Se forma de la reunión de arroyos de las alturas, medianas y selvosas en parte, que se levantan á pocos kilómetros hacia el S. de la ciudad de Arauco, por donde queda el paraje llamado asimismo de Quiapo. Se dirige al O. á desaguar en el Pacífico por los 37° 24' Lat. y 73º 32' Lon., como á cinco kilómetros al S. de la caleta de Yana.